# Вришни
Ври́шни (санскр. वृषणि) — легендарный род, происходивший от потомка Яду Вришни. К этому роду принадлежал Кришна, которого называют «потомком Вришни» Согласно легенде, Вришни был сыном Сатваты и поэтому род вришни также известен под названием «сатваты». «Вришни» также употребляется и как синоним названия ядава, «племя рода Яду» — героя, встречавшегося уже в ведийской литературе.